# Língua alutiiq

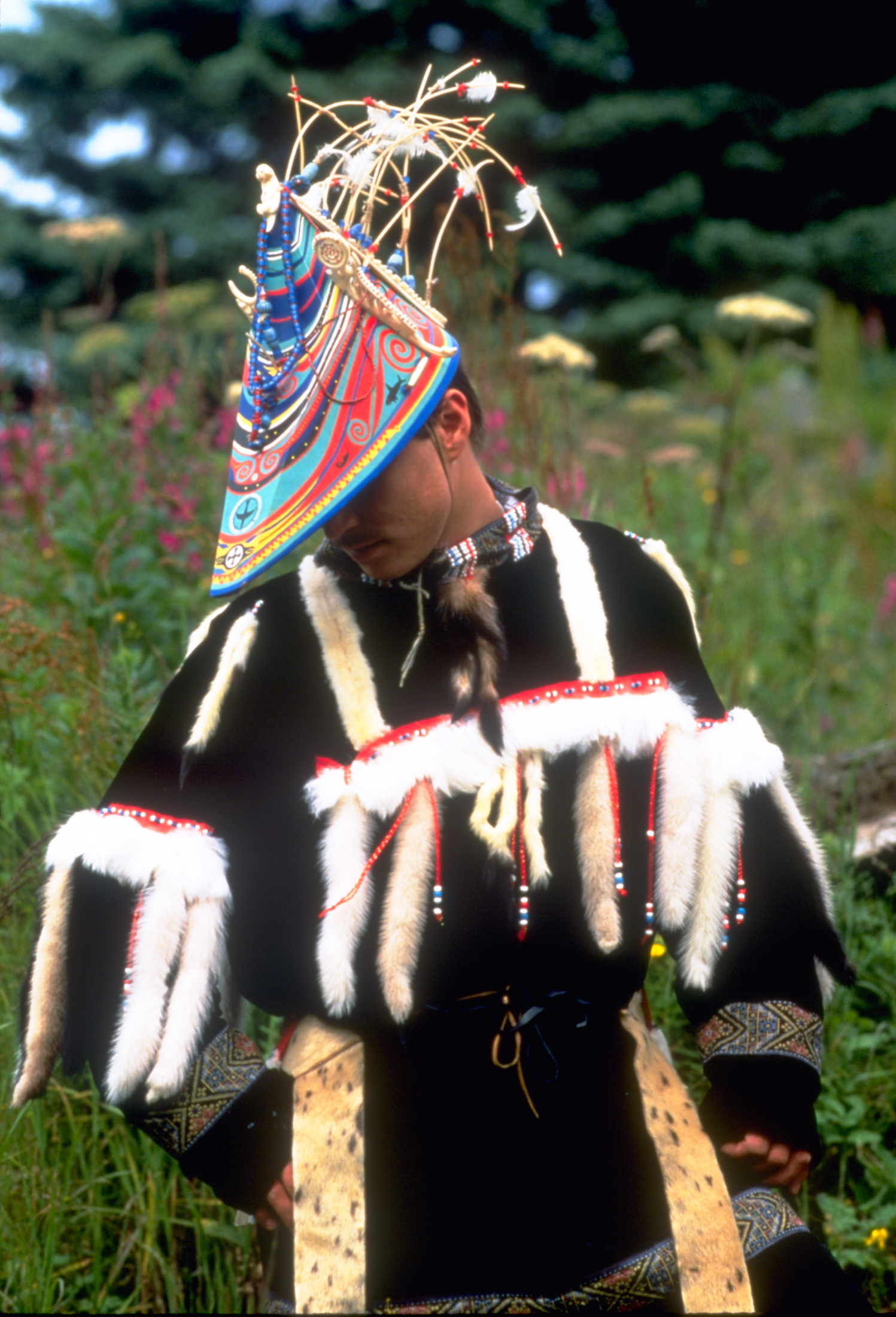
Dançarino alutiiq.

A língua alutiiq (também chamada de sugpiak, sugpiaq, yupik do golfo do Pacífico, chugach, koniag - chugach, suk,  sugcestun) é uma língua iúpique falada no oeste e sudoeste do Alasca pelos alutiit. Atualmente, cerca de 70,2% da população alutiiq ainda fala o idioma, mas boa parte da população adotou integralmente a língua inglesa. Em 2010, a high school de Kodiak, cuja comunidade local havia reduzido o número de falantes de alutiiq a 50 pessoas, passou a dar aulas na língua.

## Dialetos
A língua alutiiq tem dois dialetos principais:
- Alutiiq koniag: falado na parte superior da península do Alasca e na ilha de Kodiak; também foi falado na ilha de Afognak antes desta ter sido abandonada em 1964;
- Alutiiq chugach: falado na península de Kenai e na enseada do Príncipe Guilherme, pelos chugaches, apresentando alguma variedade dialetal.

A seguinte relação de números exemplifica diferenças entre ambos os dialetos, além da diversidade dos dialetos chugaches (evidenciada pela diferença eventual entre o registro de Chenega e aquele de Nanwalek e Port Graham:
| Português | Alutiiq koniag     | Alutiiq chugach (Chenega) | Alutiiq chugach (Nanwalek e Port Graham) |
| --------- | ------------------ | ------------------------- | ---------------------------------------- |
| um        | allringuq/allriluq | all’inguq                 | allringuq                                |
| dois      | mal’uk             | atel’ek                   | malruk/mall’uk                           |
| três      | pingayun           | pinga'an                  | pingayun                                 |
| quatro    | staaman            | staaman                   | staaman                                  |
| cinco     | talliman           | talliman                  | talliman                                 |
| seis      | arwilgen           | arwinlen                  | arwilgen                                 |
| sete      | mallrungin         | maquungwin                | mallruungin                              |
| oito      | inglulgen          | inglulen                  | inglulen                                 |
| nove      | qulnguyan          | qulnguan                  | qulnguan                                 |
| dez       | qulen              | qulen                     | qulen                                    |